# Meridiano 70 oeste
El Meridiano 70 oeste de Greenwich es una línea de longitud que se extiende desde el Polo Norte cruzando el Océano Ártico, Norteamérica, el Océano Atlántico, el Mar Caribe, Suramérica, el océano Pacífico, Océano Antártico y la Antártida hasta llegar al polo sur.
Este meridiano atraviesa casi todo Chile, en las principales ciudades del norte de Chile, la zona central, incluida la capital Santiago de Chile y ciudades patagónicas de Chile.
El meridiano 80 oeste forma un gran círculo con el Meridiano 110 este.

## De polo a polo
Del polo norte al polo sur, este meridiano atraviesa:
| Coordenadas                       | País, territorio o mar | Notas |
| --------------------------------- | ---------------------- | --- |
| 90°0′N 70°0′O / 90.000, -70.000   | Océano Ártico          | |
| 83°7′N 70°0′O / 83.117, -70.000   | Canadá                 | Nunavut – Isla de Ellesmere |
| 80°14′N 70°0′O / 80.233, -70.000  | Estrecho de Nares      | |
| 78°47′N 70°0′O / 78.783, -70.000  | Groenlandia            | Mainland, Isla de Saunders e Isla de Wolstenholme |
| 76°24′N 70°0′O / 76.400, -70.000  | Bahía de Baffin        | |
| 70°51′N 70°0′O / 70.850, -70.000  | Canadá                 | Nunavut – Isla de Baffin |
| 62°45′N 70°0′O / 62.750, -70.000  | Estrecho de Hudson     | |
| 62°34′N 70°0′O / 62.567, -70.000  | Canadá                 | Nunavut – Isla High Bluff |
| 62°33′N 70°0′O / 62.550, -70.000  | Estrecho de Hudson     | |
| 61°1′N 70°0′O / 61.017, -70.000   | Canadá                 | Nunavut – isla de Diana |
| 60°57′N 70°0′O / 60.950, -70.000  | Bahía de Diana         | |
| 60°50′N 70°0′O / 60.833, -70.000  | Canadá                 | Quebec |
| 47°42′N 70°0′O / 47.700, -70.000  | Río San Lorenzo        | |
| 47°30′N 70°0′O / 47.500, -70.000  | Canadá                 | Quebec |
| 46°40′N 70°0′O / 46.667, -70.000  | Estados Unidos         | Maine |
| 43°43′N 70°0′O / 43.717, -70.000  | Océano Atlántico       | Golfo de Maine |
| 41°58′N 70°0′O / 41.967, -70.000  | Estados Unidos         | Massachusetts – Cabo Cod e Isla Monomoy |
| 41°33′N 70°0′O / 41.550, -70.000  | Océano Atlántico       | Nantucket Sound |
| 41°19′N 70°0′O / 41.317, -70.000  | Estados Unidos         | Massachusetts – Nantucket |
| 41°14′N 70°0′O / 41.233, -70.000  | Océano Atlántico       | |
| 19°41′N 70°0′O / 19.683, -70.000  | República Dominicana   | Isla Española – pasando al oeste de Santo Domingo (en 18°26′N 70°00′O / 18.433, -70.000)                                                                        |
| 18°25′N 70°0′O / 18.417, -70.000  | Mar Caribe             | |
| 12°35′N 70°0′O / 12.583, -70.000  | Aruba                  | |
| 12°28′N 70°0′O / 12.467, -70.000  | Mar Caribe             | |
| 12°11′N 70°0′O / 12.183, -70.000  | Venezuela              | Falcón, Lara, Portuguesa, Barinas, Apure. |
| 6°53′N 70°0′O / 6.883, -70.000    | Colombia               | |
| 0°34′N 70°0′O / 0.567, -70.000    | Brasil                 | Amazonas |
| 0°12′S 70°0′O / -0.200, -70.000   | Colombia               | |
| 4°10′S 70°0′O / -4.167, -70.000   | Perú                   | Departamento de Loreto – durante unos 16 km |
| 4°19′S 70°0′O / -4.317, -70.000   | Brasil                 | Amazonas Acre – desde 8°20′S 70°0′O / -8.333, -70.000) |
| 10°58′S 70°0′O / -10.967, -70.000 | Perú                   | Departamento de Madre de Dios Departamento de Puno – desde 13°9′S 70°0′O / -13.150, -70.000) Departamento de Tacna – desde 17°7′S 70°0′O / -17.117, -70.000)    |
| 18°16′S 70°0′O / -18.267, -70.000 | Chile                  | |
| 29°19′S 70°0′O / -29.317, -70.000 | Argentina              | Durante unos 8 km |
| 29°24′S 70°0′O / -29.400, -70.000 | Chile                  | |
| 30°23′S 70°0′O / -30.383, -70.000 | Argentina              | |
| 32°52′S 70°0′O / -32.867, -70.000 | Chile                  | Durante unos 8 km |
| 32°56′S 70°0′O / -32.933, -70.000 | Argentina              | |
| 33°16′S 70°0′O / -33.267, -70.000 | Chile                  | |
| 34°17′S 70°0′O / -34.283, -70.000 | Argentina              | |
| 52°0′S 70°0′O / -52.000, -70.000  | Chile                  | |
| 52°33′S 70°0′O / -52.550, -70.000 | Estrecho de Magallanes | |
| 52°50′S 70°0′O / -52.833, -70.000 | Chile                  | Isla Grande de Tierra del Fuego, Isla Thompson, Isla Waterman and Isla Hoste                                                                                    |
| 55°22′S 70°0′O / -55.367, -70.000 | océano Pacífico        | |
| 60°0′S 70°0′O / -60.000, -70.000  | Océano Antártico       | |
| 69°17′S 70°0′O / -69.283, -70.000 | Antártida              | Isla Alexander y continente – reclamado por Argentina (Antártida Argentina), Chile (Provincia Antártica Chilena) y Reino Unido (Territorio Antártico Británico) |